# Masuji Ibuse
Masuji Ibuse (井伏 鱒二, Ibuse Masuji) (15 février 1898 - 10 juillet 1993) est un romancier japonais né à Fukuyama, dans la préfecture de Hiroshima.

## Biographie
Né dans une famille de propriétaires terriens dans le village de Kamo, qui fait aujourd'hui partie de Fukuyama, il se révèle dès son plus jeune âge fort doué pour les études, mais est souvent ridiculisé par les autres élèves de l'école de son village. Il évite même de porter des lunettes afin de ne plus être la cible des commentaires désobligeants. L'étroitesse d'esprit de son milieu trouve son comble quand un règlement de son école interdit aux étudiants la lecture d'œuvres de fiction. Il lit néanmoins Mori Ogai à qui il écrit, en 1916, une lettre signée du pseudonyme Kuchiki Sansuke. Devant la qualité de l'écriture, Ogai croit que ce Sansuke est un savant célèbre et lui envoie une réponse pour exprimer sa gratitude. 
À 19 ans, il entre à l'Université Waseda de Tokyo et s'installe dans la capitale. Ce passage de la petite ville à la grande cité est pour lui une rude épreuve. D'abord intéressé par la poésie et la peinture, il est encouragé à étudier les œuvres de William Shakespeare, de Matsuo Bashō et le roman. Il se spécialise aussi dans l'étude de la littérature française. À l'université, il se lie d'amitié avec des jeunes hommes excentriques et des littéraires. Témoin des discussions politiques, il est surpris par le radicalisme exprimé par certains étudiants et ne s'implique guère dans les revendications politiques de son milieu. En fait, il est même mécontent des grèves et des troubles qui en résultent. Victime de harcèlement sexuel de la part d'un professeur homosexuel, il abandonne l'université avant l'obtention de son diplôme. 
Il commence à publier des nouvelles dans les années 1920, mais ne se fait un nom qu'à la fin de cette décennie lorsque son travail est favorablement mentionné par certains des meilleurs critiques du Japon lors de la publication de la nouvelle La Salamandre (ja)  (1929). Fort de ce succès, il continue à écrire dans un style caractérisé par un mélange unique d'humour et d'amertume. Les thèmes qu'il emploie sont généralement des fantasmes intellectuels qui s'incarnent dans des allégories animales, des fictions historiques ou l'évocation de la vie à la campagne. 
Pendant la Seconde Guerre mondiale, il travaille pour le gouvernement japonais comme un écrivain de propagande. Paraît à cette époque L'Auberge du pèlerin (1940) et, après la guerre, L'Hôtel de la gare (1957), ainsi que de nombreux romans et nouvelles.
Masuji Ibuse devient mondialement célèbre en 1966 avec Pluie Noire, un roman qui raconte les conséquences sur une famille de l'explosion de la première bombe atomique à Hiroshima.

## Liste des œuvres traduites en français
- 1929 à 1950 : La Salamandre (山椒魚?), six nouvelles (La Salamandre ; La Carpe ; Sawan sur le toit ; Le Voyage de la collecte ; Nuit noire et pruniers en fleurs ; Pas de consultation aujourd'hui) traduites par Martine Jullien, Éditions Philippe Picquier, 1990 ; Picquier poche, 2013.
- 1948 : Les Cheveux blancs (Shiroge / Hakûmo), dans Les Ailes La Grenade Les Cheveux blancs et douze autres récits (1945-1960), nouvelle traduite par Claude Péronny, Éditions Le Calligraphe-Picquier, 1986 (réédition Éditions Philippe Picquier, 1991) ; Anthologie de nouvelles japonaises (Tome II - 1945-1955) - Les Ailes La Grenade Les Cheveux blancs, Picquier poche, 1998.
- 1950 : Lieutenant "Ma Révérence" (遙拝隊長?), dans Anthologie de nouvelles japonaises contemporaines (Tome I), nouvelle traduite par Claude Péronny, Gallimard, 1986 ; reprise dans Fleurs d'été et autres nouvelles japonaises, Gallimard (collection "Folio Junior"), 1996.
- 1951-? : L'Iris fou (かきつばた?) et L'Autocar à gazogène dans Les Portes de l'enfer, nouvelle traduite par Ivan Morris en collaboration avec Arlette Rosenblum et Maurice Beerblock, Éditions Stock, 1957. [A noter que la traduction de L'Iris fou a été reprise dans L'Iris fou, suivi de Odieuse vieillesse, Le Maître, Le Tableau d'une montagne, L'Artiste, Le Crime de Han, Éditions Stock (collection "La Bibliothèque cosmopolite"), 1997.]
- 1966 : Pluie noire (黒い雨, Kuroi ame?), roman traduit par Takeko Tamura et Colette Yugué, Gallimard (collection "Du monde entier"), 1972 ; Gallimard (collection "Folio"), 2004.

## Adaptations de ses œuvres au cinéma
- 1941 : Pour une épingle à cheveux (簪, Kanzashi?) de Hiroshi Shimizu
- 1952 : Pas de consultations aujourd'hui (本日休診, Honitsu kyūshin?) de Minoru Shibuya
- 1989 : Pluie noire (黒い雨, Kuroi ame?) de Shōhei Imamura

## Anecdote
Noburu Katagami, critique littéraire et professeur d'Ibuse, a sexuellement harcelé celui-ci au point de le contraindre à quitter l'université Waseda avant l'obtention de son diplôme (1921)[réf. nécessaire].